# Villa Rustica (Chilgrove 1)

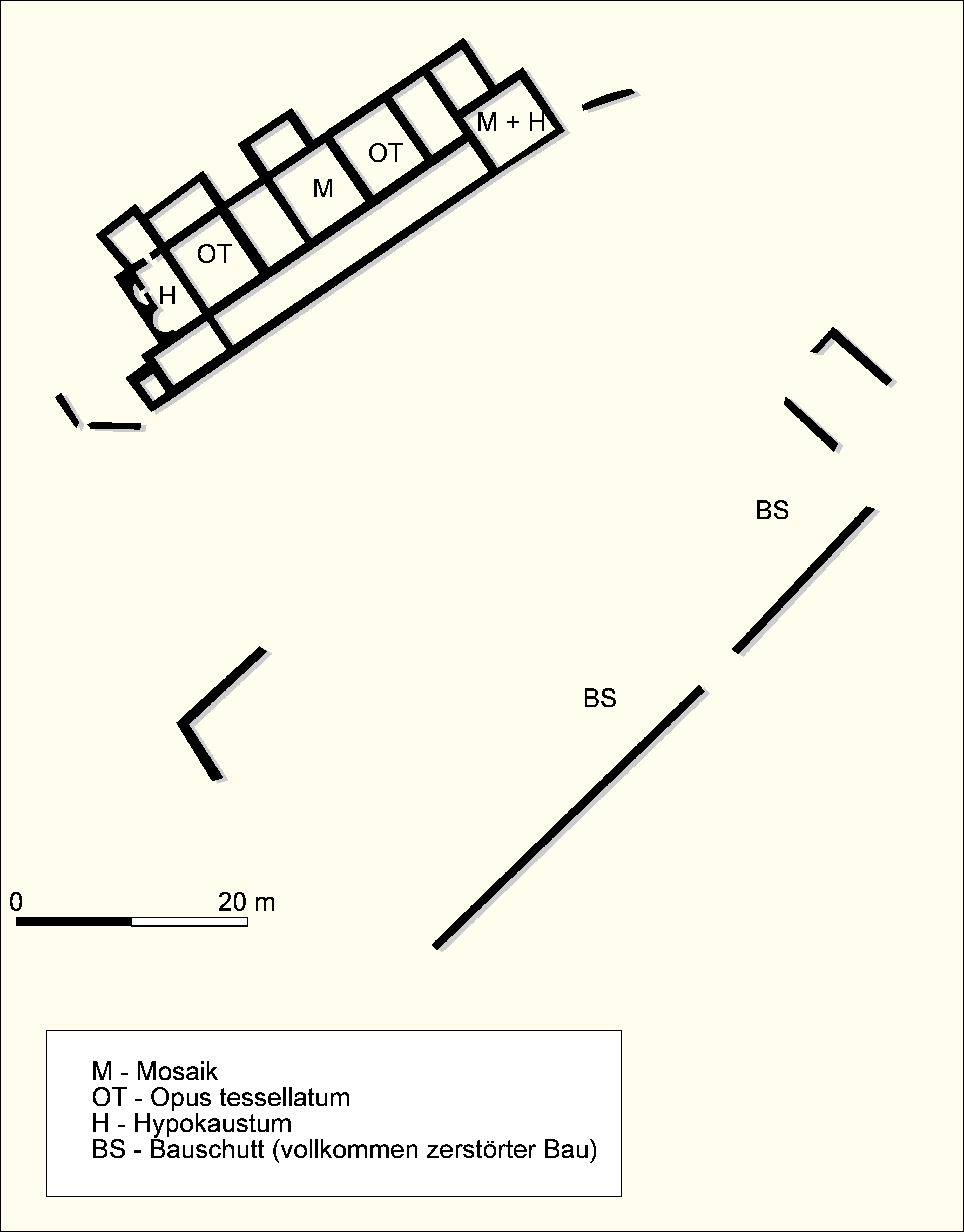
Plan der Villa im vierten Jahrhundert

Im Chilgrove-Tal in Sussex im Süden Englands konnten die Reste einer römischen Villa Rustica zum großen Teil ausgegraben werden. Sie wird in der Forschung als Chilgrove 1 bezeichnet, da im selben Tal die Reste einer weiteren römischen Villa gefunden wurden, die als Chilgrove 2 bezeichnet wird. 1963 wurde beim Pflügen der Felder eine Säule entdeckt. Die örtlichen Behörden wurden benachrichtigt und die Villa wurde im selben Jahr ausgegraben.

## Beschreibung

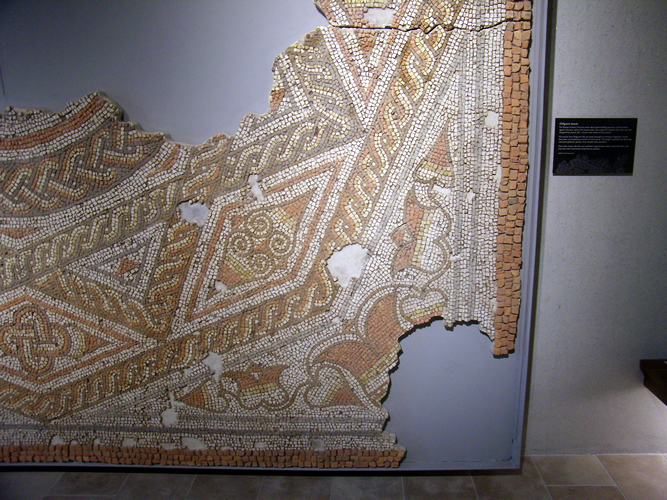
Das Mosaik (Ausschnitt)

Die Grabungen zeigten, dass es wahrscheinlich an Stelle der späteren Villa schon in der Eisenzeit eine bescheidene Besiedlung gab. Am Ende des ersten Jahrhunderts, unter römischer Herrschaft, wurde hier ein einfaches Holzhaus errichtet. Zu einem unbestimmten Zeitpunkt wurde das Haus ausgebaut. Es wurde ein Gebäude aus Feuersteinen, bei dem es sich um ein beliebtes Baumaterial in dieser Gegend handelt, errichtet, das aus einer Reihung von mindestens vier Räumen und einem weiteren nach hinten gesetzten Raum bestand. Wenig kann zu diesem Bau gesagt werden, da er teilweise von der späteren Villa zerstört wurde. Am Beginn des vierten Jahrhunderts wurde die Villa dann ausgebaut, wobei Teile der alten Mauern wiederbenutzt wurden. Der Hauptbau war nun 41,56 m lang und an der breitesten Stell 10,97 m breit. Die Mauern bestanden wieder aus Feuerstein. Die Front der Villa bildete eine Veranda. Dahinter gab es fünf Räume in einer Reihe, der mittlere war mit einem Mosaik ausgestattet. Zwei weitere Räume befanden sich an der Rückseite des Baues. Auf der linken Seite wurde ein Bad errichtet und ein größerer Raum auf der rechten Seite hatte Hypokausten und war auch mit einem Mosaik dekoriert, das jedoch nur noch schlecht erhalten vorgefunden wurde. Im Bad fanden sich zahlreich Fragmente roter Wandmalereien, die sich jedoch nicht mehr zu einer Dekoration ergänzen ließen.
Südöstlich der eigentlichen Villa stand eine Mauer mit einem Tor. An der Mauer angelehnt standen weitere Bauten, die jedoch nur sehr schlecht erhalten und teilweise nur anhand von Bauschutt zu erkennen waren. Es dürfte sich vor allem um Wirtschaftsgebäude gehandelt haben.

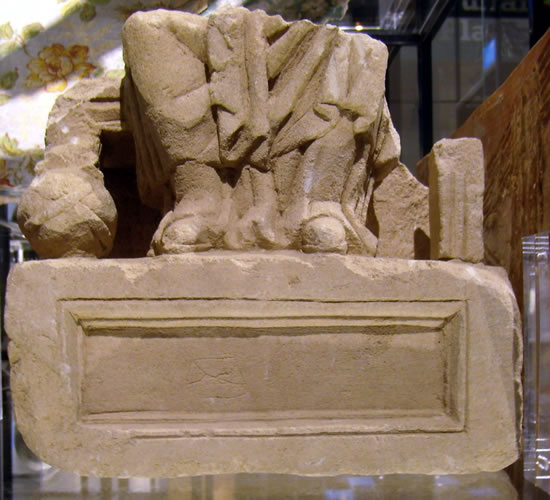
Fragment einer Fortuna-Statue

Diese Funde zeigen, dass die Villa einst reich ausgestattet war, und deuten auf wohlhabende Bewohner. Es fand sich der Unterteil einer Statuette der Fortuna, das Fragment eines Kapitells einer Säule und der Rest einer kleinen Säule, die vielleicht als Basis für eine Statue gedient hat. Der Fundort war überhaupt reich an Kleinfunden. Zu diesen Kleinfunden gehören diverse Fibeln (z. B. Nauheimer Fibeln), Schmuckstücke, diverse Eisenwerkzeuge, Schlüssel, Nadeln aus Knochen, Glasfragmente und zahlreiche Keramik, die meist in Britannien produziert worden war. Terra Sigillata ist dagegen kaum bezeugt (nur drei Fragmente).
Es fanden sich bei den Ausgrabungen zahlreiche Tierknochen. Die meisten von ihnen gehören zu Rindern. Am zweithäufigsten waren Schafe oder Ziegen vertreten, beide Tieren lassen sich nur schwer anhand von Knochen unterscheiden. Alle anderen Tiere, wie Schweine, Pferde, Hunde, Hirsche und Vögel sind dagegen nur gering bezeugt. Die Rinder fallen dabei in drei Altersgruppen. Es gab alte Tiere, die etwa drei bis vier Jahre alt waren und vielleicht zur Rinderzucht gehalten wurden. Es gab Tiere, die etwa zwei bis drei Jahre alt waren und wahrscheinlich hauptsächlich wegen des Fleisches gehalten wurden. Schließlich gab es junge Tiere, die vielleicht jung starben, aber auch schon jung wegen des Fleisches geschlachtet wurden.
Die Villa wurde vielleicht um die Mitte oder am Ende des vierten Jahrhunderts nicht mehr als Villa, sondern zu anderen Zwecken benutzt. Ein Feuer scheint die Villa verwüstet zu haben, ohne dass sie wieder aufgebaut wurde. Es gibt Belege, dass einige Räume in eine Eisenschmiede umgewandelt wurden. In einem Raum wurde unter den Fußboden die Bestattung eines Kleinkindes (unter zwei Jahre alt) eingebettet. Die letzten Münzen, die sich in der Villa fanden, stammen von Kaiser Magnentius (353 n. Chr.). Wahrscheinlich kurz danach wurde sie verlassen.